# 四方当代美术馆
四方当代美术馆（英語：Sifang Art Museum），是一座位于江苏南京浦口区的美术馆。是一个致力于当代艺术和建筑的展览，保存，研究和教育的非营利私人多功能机构。

## 历史
由美国建筑师斯蒂文·霍尔设计建造，2013年面向公众开放。 新场地拥有一个3000平方米的灵活展示区，以及一个茶馆和策展人住所。 它是中国国际建筑实践展览会（CIPEA）的一部分。